# Jeffrey Miller
Jeffrey Glenn Miller (28/3/1950  – 4/5/1970) là một sinh viên người Mỹ học tập tại Đại học Kent State ở thành phố Kent, Ohio. Anh bị Vệ binh Quốc gia của Quân đội Ohio bắn chết trong vụ xả súng ở Kent State. Anh đã biểu tình nhằm phản đối cuộc xâm lược Campuchia và sự xuất hiện của Lực lượng Vệ binh Quốc gia trong khuôn viên trường đại học Kent. Lực lượng Vệ binh Quốc gia bắn vào một nhóm sinh viên không hề mang vũ khí theo, giết chết Miller và ba sinh viên khác, tại khoảng cách trung bình khoảng 106 m.

## Tiểu sử
Miller sinh ra tại New York, là con trai của Elaine Holstein và Bernard Miller. Anh là một người Do Thái.
Bốn tháng trước khi mất vào tháng 5 năm 1970, Miller đã chuyển trường từ Đại học Michigan State sang Đại học Kent State. Khi còn ở trường cũ, Miller gia nhập vào Phi Kappa Tau , nơi mà Russel - anh trai của anh, đã từng là thành viên. Anh và anh trai luôn thân thiết với nhau và chung ngày sinh nhật. Sau khi anh trai tốt nghiệp trường Michigan State, Miller nhận thấy mình ngày càng cảm thấy mất phương hướng với nền văn hóa thống trị tại bang Michigan. Mùa hè 1969, một người bạn cũ từ New York theo học tại Kent State đã thúc giục Miller rằng anh nên cân nhắc việc chuyển trường. Anh rời Michigan State với 4 người bạn cùng chí hướng, họ cũng là sinh viên của MSU. Tháng 1 năm 1970, họ cùng nhau đi du lịch đến Ann Arbor. Miller đã phản đối việc chính phủ Mỹ can thiệp vào chiến tranh Việt Nam với những người bạn này ở MSU. Anh tiếp tục đến Kent State trong khi 3 trong số 5 người ở lại Ann Arbor và nhanh chóng thích nghi với ngôi trường mới và nhanh chóng có nhiều bạn bè, bao gồm cả Allison Krause và Sandra Scheuer, cả hai đều đã chết cùng anh vào ngày 4 tháng 5.
Miller đã tham gia vào các cuộc biểu tình ngày hôm đó và ném một ống hơi cay về phía Lực lượng Vệ binh Quốc gia Ohio, những người ban đầu đã bắn nó. Các cuộc biểu tình ban đầu phản đối việc Mỹ mở rộng từ Chiến tranh Việt Nam sang Campuchia, đã trở thành một cuộc biểu tình phản đối sự hiện diện của Lực lượng Vệ binh Quốc gia Ohio trong khuôn viên trường Kent State. Miller không có vũ khí khi bị bắn; anh đã đối mặt với các Vệ binh khi đang đứng trên đường dẫn vào bãi đậu xe Prentice Hall ở khoảng cách khoảng 81m. Một viên đạn đã bắn trúng và Miller chết ngay tại chỗ. Bức ảnh đoạt giải Pulitzer của John Filo chụp Mary Ann Vecchio, vừa khóc và quỳ gối trước xác chết của Miller.
Ba sinh viên khác bị bắn chết tại Kent State: Allison Krause, Sandra Lee Scheuer, và William Knox Schroeder; chín người khác bị thương, trong đó có một người bị liệt vĩnh viển suốt quãng đời còn lại. Những vụ xả súng này và các vụ xả súng khác đã dẫn đến những cuộc biểu tình và một cuộc đình công của sinh viên toàn nước Mỹ, điều này dẫn đến việc hàng trăm trường học phải đóng cửa để ngăn chặn các vụ biểu tình bạo lực tương tự xảy ra. Khuôn viên trường Kent State bị đóng cửa trong sáu tuần. Năm ngày sau vụ xả súng, 100.000 người đã biểu tình ở Washington, DC, phản đối chiến tranh và khu liên hợp công nghiệp - quân sự đồng thời phản đối việc binh lính Mỹ bắn chết những người biểu tình không mang vũ khí trong khuôn viên trường đại học. 11 ngày sau vụ xả súng ở Kent State, vào ngày 15 tháng 5 năm 1970, 2 sinh viên bị bắn chết cùng 12 người bị thương tại Đại học Jackson State bởi Cảnh sát Jackson và Cảnh sát bang Mississippi.

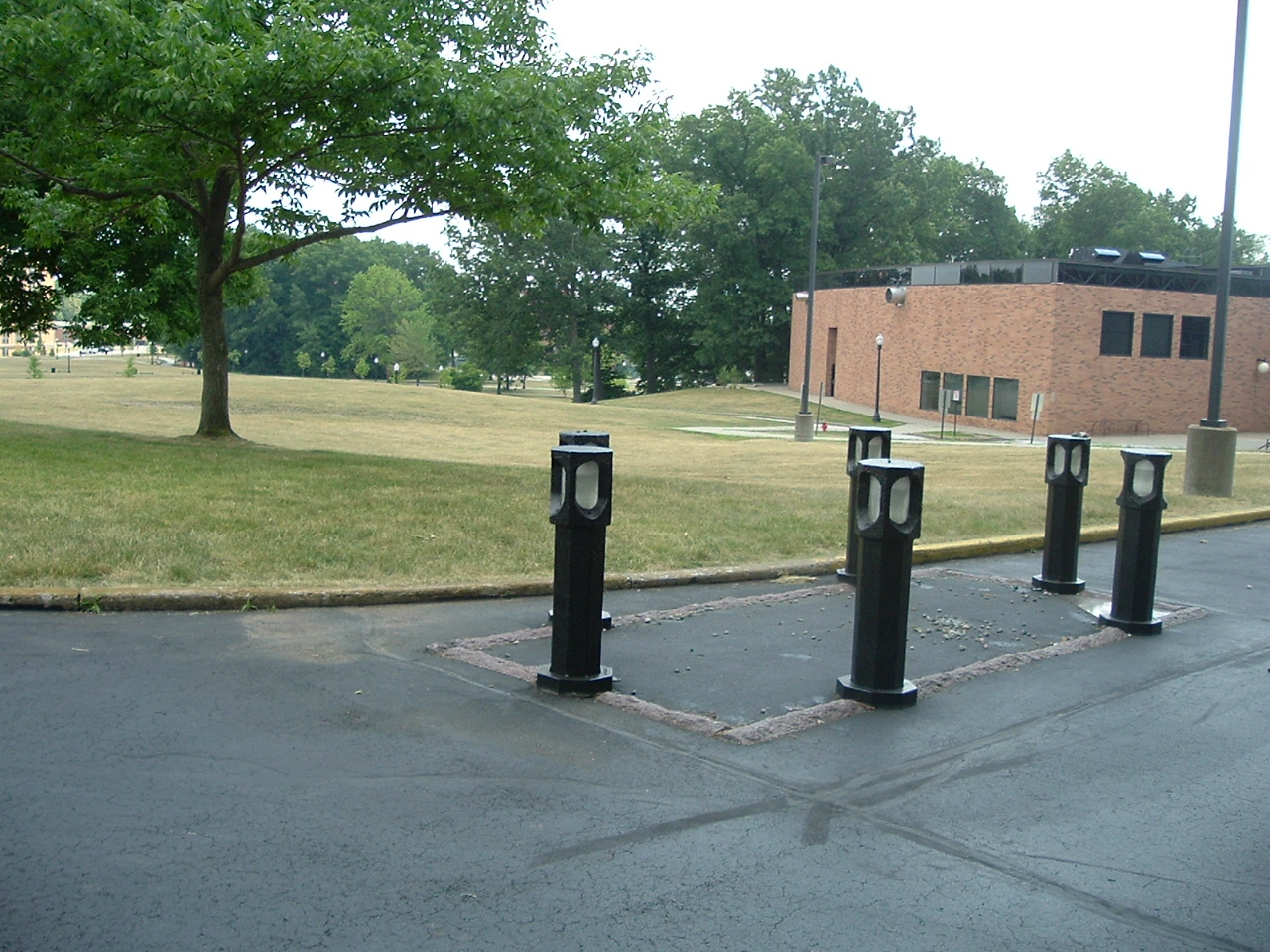
Vị trí Jeffrey Miller nằm khi chết trong khuôn viên của Đại học Kent State

Miller được hỏa táng và tro cốt của anh được đặt trong một hốc trong lăng mộ cộng đồng tại Nghĩa trang Ferncliff ở Hartsdale, New York. Một đài tưởng niệm đã được dựng lên tại Plainview - Old Bethpage John F. Kennedy High School, trường trung học này sau đó được xây dựng (giữa những năm 1960) tọa lạc trong cùng thị trấn với trường trung học của Miller ở Plainview, New York. Mẹ của Miller từng là thư ký cho hiệu trưởng trường trung học John F. Kennedy vào những năm 1960. Có một Quỹ Bài giảng Tưởng niệm Kent State tại MIT được thành lập vào năm 1970 bởi một trong những người bạn thời thơ ấu của Miller.  Trường đại học cũng đã cho xây dựng một đài tưởng niệm tại nơi anh qua đời.